# Poteen

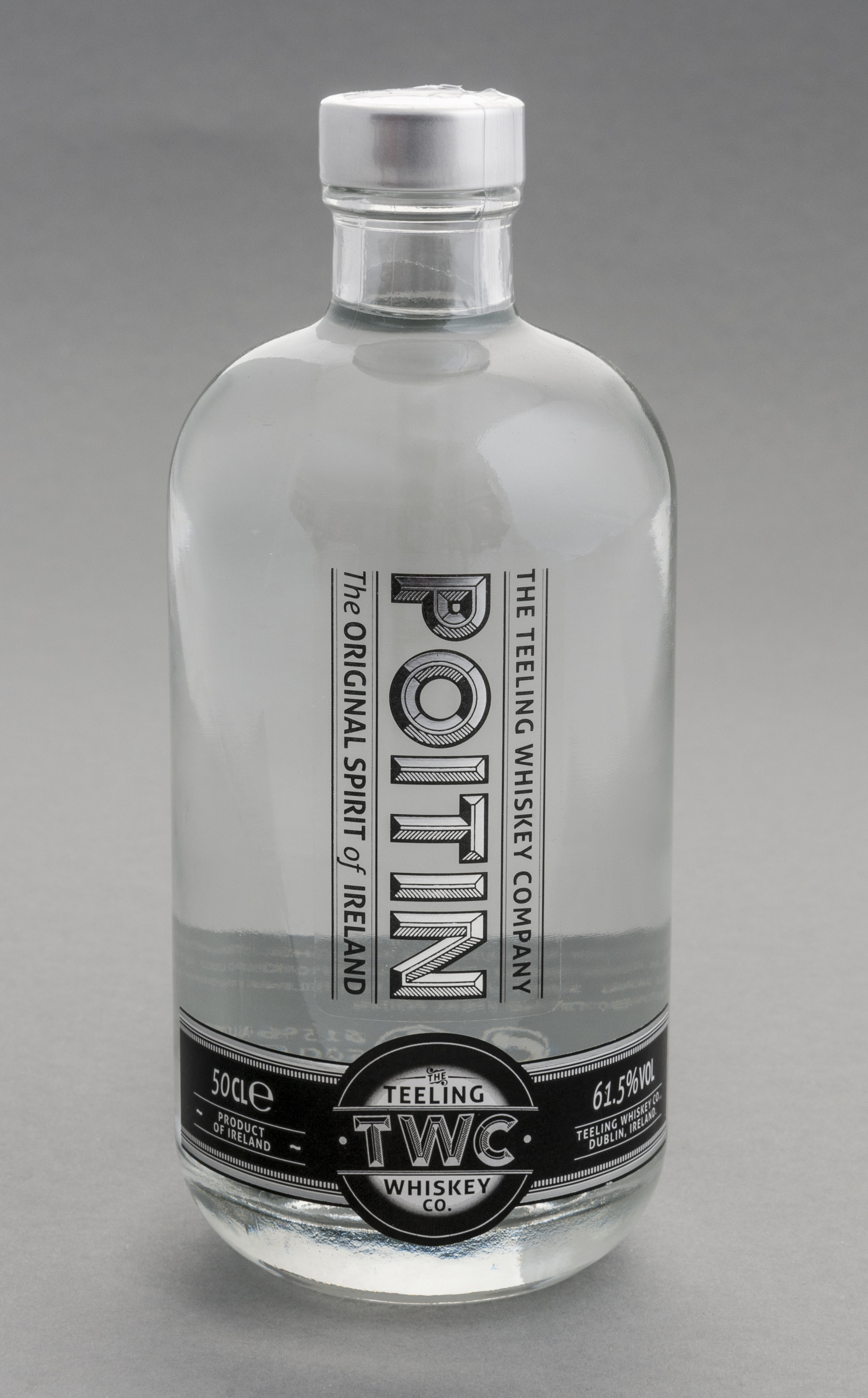
Bouteille de poitín.

Le poitín (prononcé en irlandais : /ˈpˠotʲiːnʲ/), aussi orthographié en anglais poteen ou potcheen (prononcé en anglais : /ˈpʊtʃiːn/), est une boisson traditionnelle irlandaise, fortement alcoolisée (degré d'alcool : entre 60 % et 95 %), obtenue par distillation.

## Historique
Le poitín était distillé traditionnellement dans un petit alambic, appelé pot still, car on le plaçait directement sur le feu comme un pot, d'où le nom du produit obtenu. Fabriqué traditionnellement à partir d'orge maltée ou à l'occasion de pommes de terre, il fait partie des plus fortes boissons alcooliques du monde, et, en Irlande, il fut pendant des siècles un produit illégal, un moonshine.
En Irlande, cet alcool fabriqué en privé, sans autorisation spécifique de l'État, fut interdit en 1661. Le 7 mars 1997, l’Office of the Revenue Commissioners irlandais retira son opposition à la vente du poitín en république d'Irlande, alors que son exportation était autorisée depuis 1989. En 2008, le Conseil de l'Union européenne et le Parlement européen accordèrent au poitín irlandais une Indication géographique protégée, conformément au règlement de l'Union européenne no 110/2008 Annexe III concernant la définition, la désignation, la présentation, l'étiquetage et la protection des indications géographiques des boissons spiritueuses, abrogeant le règlement (CEE) no 1576/89 du Conseil.
Aujourd'hui en république d'Irlande, plusieurs marques sont autorisées à produire du poitín dont notamment  Knockeen Hills, Bunratty et Micil située dans la ville côtière de Galway.

## Références dans la culture populaire

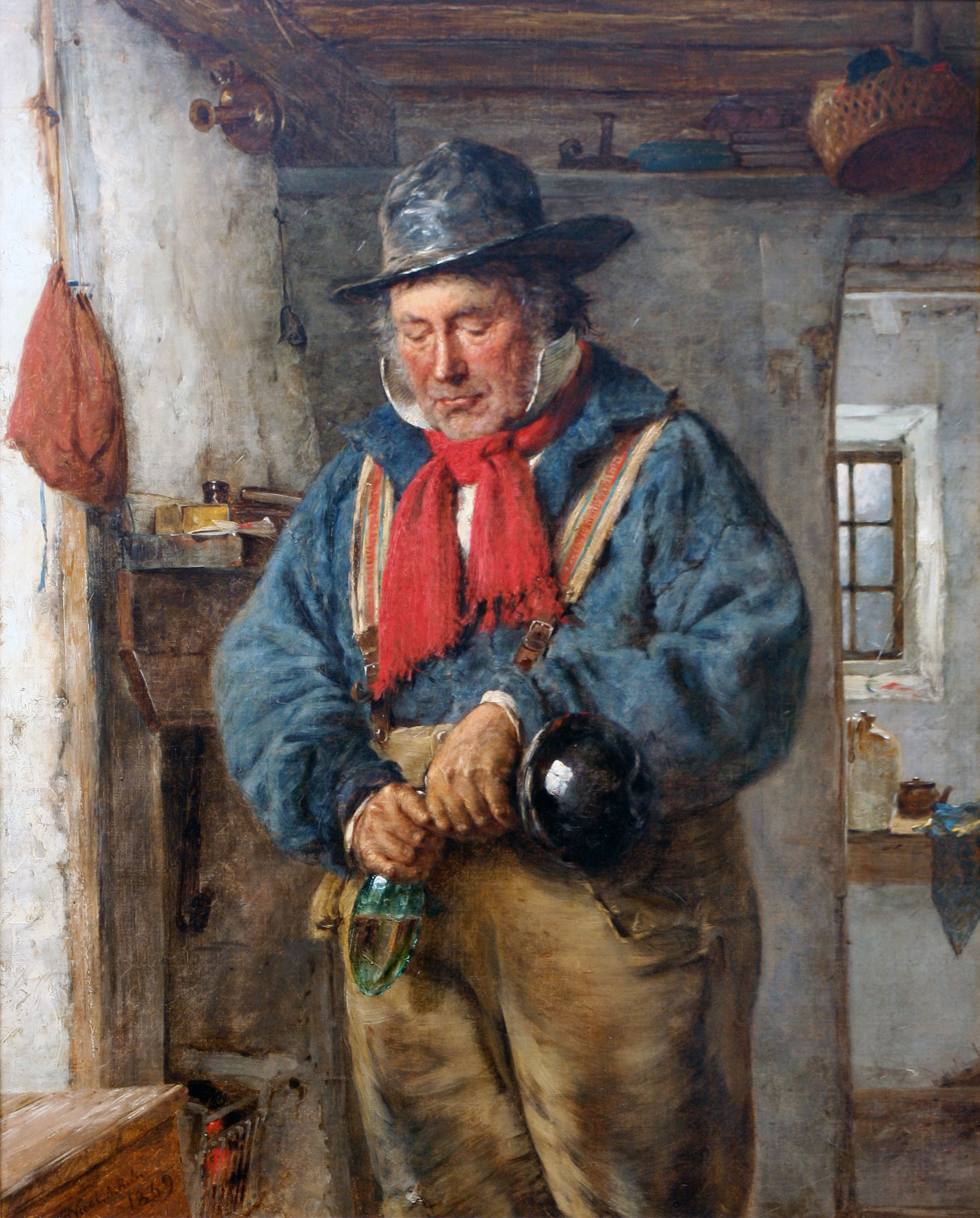
Erskine Nicol, A Nip Against the Cold (Un p'tit coup contre le froid), 1869.